# Estadio Doctor Luis Güemes
El  Dr. Luis Güemes es un estadio de fútbol propiedad del Club Atlético Central Norte, ubicado en la ciudad de Salta.En 1959 fueron inauguradas las tribunas de cemento las cuales llegaron a albergar una capacidad de 10.000 personas. Hacia la década de los 1970 el estadio se amplia con tribunas de madera y llegó a alcanzar una capacidad de más de 15.000 personas, ya que poseían plateas con butacas y populares de madera con codos. Luego de la final del Argentino B de 2001 donde hubo incidentes dentro y fuera del recinto, el estadio fue inhabilitado hasta su reacondicionamiento en 2016.